# Mikita Korzun
Mikita Ivanavyč Korzun (in bielorusso Мікіта Іванавіч Корзун?; Minsk, 6 marzo 1995) è un calciatore bielorusso, centrocampista dell'Elimai e della nazionale bielorussa.

## Palmarès

### Club

#### Competizioni nazionali
- Campionato ucraino: 1

Dinamo Kiev: 2015-2016
- Supercoppa d'Ucraina: 1

Dinamo Kiev: 2016
- Campionato bielorusso: 3

Šachcër Salihorsk: 2020, 2021, 2022
- Supercoppa di Bielorussia: 1

Šachcër Salihorsk: 2021